# Тарновский, Юлиуш
Граф Юли́уш Сте́фан Ю́зеф Тарно́вский (пол. Juliusz Tarnowski; 4 апреля 1864, Высоцк[уточнить] — 3 октября 1917, Варшава) — польский помещик, предприниматель, просветитель, председатель Центрального сельскохозяйственного общества и главного спасательного комитета, консервативный политик — один из лидеров Партии реальной политики.

## Биография
Представитель польского дворянского рода Тарновских герба «Лелива». Родился 4 апреля 1864 года в Высоцке. Второй сын графа Яна Дзержислава Тарновского (1835—1894) и Софии Замойской (1839—1930).
Окончил среднюю школу в Кракове, где начал изучать юриспруденцию на UJ. Окончил Политехнический институт и горную практику в Леобене. После возвращения домой, он поселился в правах koneckich, где под руководством отца modernizował ставки, в частности, построил вторую доменную печь на металлургическом заводе в Stąporkowie (принадлежавшей тогда в крупнейших заводов-частных). В 1893 году по нотариальному договору с отцом вступил во владение имуществом в качестве администратора; ибо не имел подданства р. следовательно, он не мог стать полноправным владельцем. Приняв русское подданство после смерти отца в 1894 году, он стал владельцем ключа Велико-Коньске. В то время они насчитывали 23.846 morg земли, в том числе 20.629 morg леса. Они принадлежали к весьма промышленно развитым. В них находились мельницы, лесопилки, каменоломни, скипидары, рудники железной руды, металлообрабатывающие заводы и металлургический завод в Степоркове (в 1911 году продан Варшаве «братьям Лильпоп»).

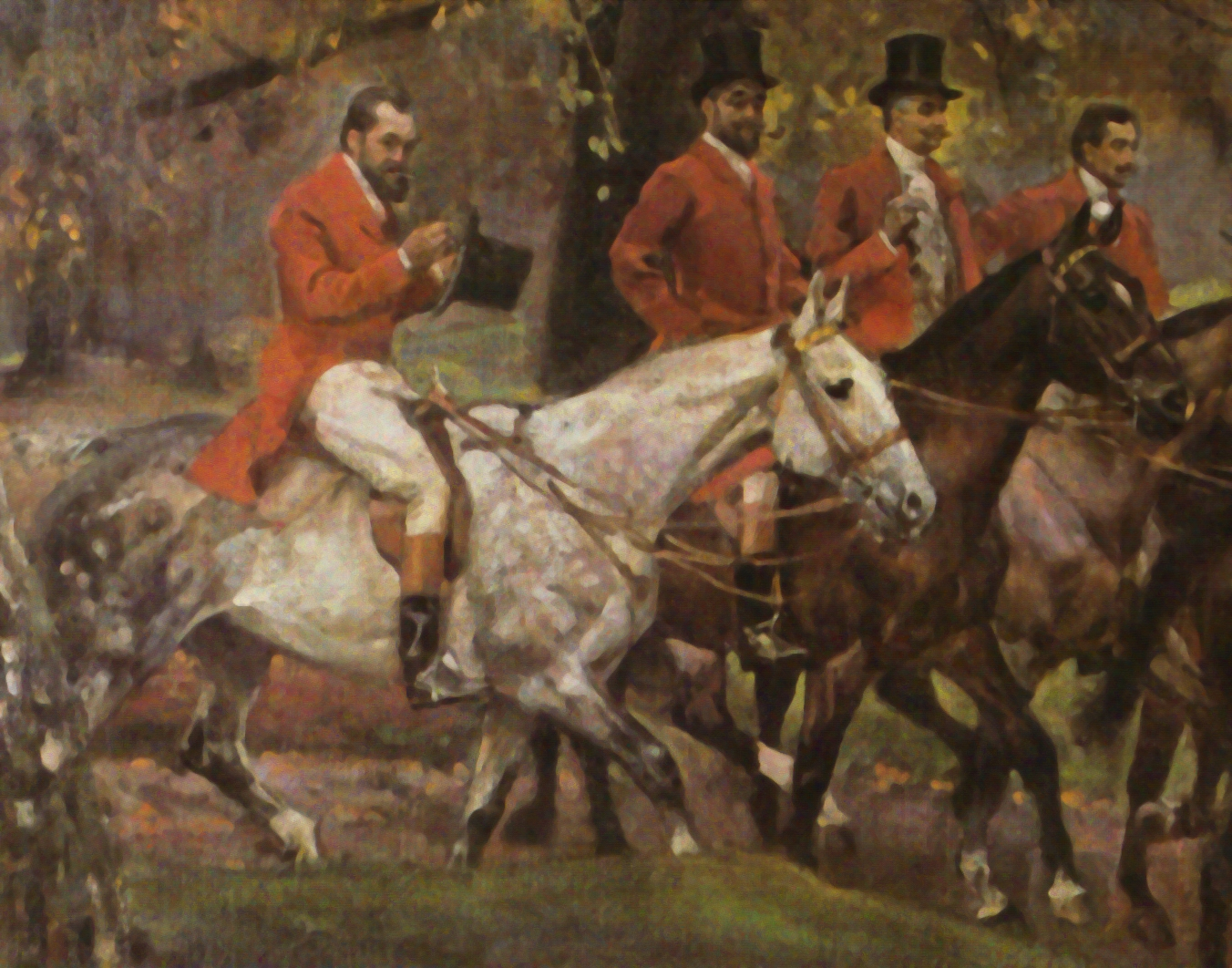
Войцех Коссак, 1909. Отрывок с братьями Юлиушем и Здиславом (со шляпой в руке).

В 1899—1910 годах был членом Совета Съезда горно-металлургических промышленников Царства Польского, с 1901 года занимал должность председателя Совета Варшавского отделения общества поддержки российской промышленности и торговли. Был председателем Радомского сельскохозяйственного общества. С 1905 года он возглавлял отделение Центрального сельскохозяйственного общества в Радоме, Радомскую площадку и Общество Поощрение коневодства в Радоме, которое было организовано, в частности, конные соревнования.
Активно участвовал в жизни города Коньске, в том числе он был инициатором пожарной команды и руководителем приходского комитета, занимающимся реконструкцией и модернизацией церкви, и поддержал создание гимназии в Коньске. Учреждена Пенсионная ассоциация частных служащих, действующая на основе фонда для служащих, работающих в поместье Конец. Он также был президентом Koneckiego Chrześcijańskiego Tow. Oszczędnościowo — Pożyczkowego «Spójnia».
По политическим убеждениям консерватор, он был одним из лидеров согласованной по отношению к России Партии реальной политики. Соавтор мемориала министру иностранных дел России Петру Святополку-Мирскому от 10 ноября 1904 года года, когда с лоялистских позиций требовали прекратить дискриминацию поляков местными органами власти, судами и образовательными учреждениями всех уровней и польским языком как вредную также для Российской Империи. После начала Первой мировой войны выступал за решение польского вопроса на основе России. В 1914—1915 годах был председателем гражданского комитета (1915—1917 гг.) Коньского повета.
В 1916—1917 годах был председателем Президиума Центрального сельскохозяйственного общества в Варшаве, а также председателем Главного спасательного комитета в Люблине и председателем Главного правления Общества польской школьной матрицы. Совестливым легатом способствовал созданию главной школы сельского хозяйства в Варшаве. Был членом исполнительной комиссии Временного Государственного Совета.
Похоронен временно в Варшаве в склепе церкви Святого Александра. В склепе церкви Святого Иоанна Крестителя в Коньске Вацлав Кржижановский подготовил новую гробницу. 6 августа 1918 года был перевезен гроб с телом в Коньске, где на следующий день состоялись повторные похороны.

## Семья
Граф Юлиуш Тарновский был дважды женат. 31 августа 1893 года в Варшаве он женился первым браком на графине Марии Габриэле Старженской (1868—1894), дочери графа Виктора Вацлава Старженского (1826—1882) и Марии Авроры де Бецци (1833—1875). У супругов был один сын Рафал, родивший и умерший в 1894 году.
14 сентября 1897 года в Варшаве Юлиуш Тарновский женился вторым браком на графине Анне Браницкой (24 августа 1876 — 6 января 1953), дочери графа Владислава Михаила Пия Браницкого (1848—1914) и Юлии Потоцкой (1854—1921). У супругов было четверо детей:
- Владислав Тарновский (21 сентября 1899—1939), женат с 1928 года на Марии Софии Александре Велёпольской (1904—1979)
- Юлиуш Габриэль Тарновский (8 июня 1901 — 19 февраля 1989), женат с 1930 года на Розе Замойской (1907—1998)
- Габриэла Тарновская (8 ноября 1903 — 6 января 2000), жена с 1930 года графа Владислава Каликста Фредерика Потоцкого (1903—1973)
- Стефан Потоцкий (22 апреля 1906 — 13 мая 1943), холост и бездетен.